# Посмішка (фільм, 2009)
Посмішка (англ. Smile) — італо-британський фільм жахів 2009 року.

## Сюжет
Група студентів знаходить таємничу камеру. Вони починають фотографувати один одного, але коли вирішують переглянути відзняте, замість зроблених кадрів на знімках виявляються зображення їх власної смерті. Незабаром жахливі кадри зафіксовані камерою починають втілюватися в реальність. Студенти, що залишилися в живих, намагаються розкрити таємницю, поки не стали наступними жертвами.

## У ролях
| Актор                   | Роль       |
| ----------------------- | ---------- |
| Арманд Ассанте          | Боллінджер |
| Гаррієт Макмастерс-Грін | Кларисса   |
| Антоніо Цупо            | Томмі      |
| Мануела Заньє           | Анджеліка  |
| Морад Зауі              | Рашид      |
| Роберт Капеллі молодший | Пол        |
| Джорджіа Массетті       | Джеміла    |
| Тара Гейес              | Женева     |
| Рабі Каті               | Гантер     |